# Удриштьою, Анета
Анета Удриштьою (рум. Aneta Udriștioiu), в девичестве Пырвуц (рум. Pîrvuț), родилась 22 июня 1989 в Дробете-Турну-Северин) — румынская гандболистка, правая крайняя клуба «Байя Маре» и сборной Румынии.

## Карьера

### Клубная
Выступала за румынские клубы «Милостарс» (Дробета-Турну-Северин) и «Крайова» (на правах аренды), с 2009 по 2014 годы и с 2015 года — игрок «Байя-Маре».

### В сборной
В 2004 году играла за юниорские и молодёжные сборные Румынии, в 47 матчах забила 83 гола. В сборной играет с 2012 года, в 12 играх забила 15 голов.

## Достижения
- Чемпионат Румынии:
  -  Чемпионка: 2013/2014
  -  Серебряный призёр: 2012/2013
- Кубок Румынии:
  -  Победительница: 2012/2013, 2013/2014
- Суперкубок Румынии:
  -  Победительница: 2012/2013